# Don McDermott
Don McDermott (n. 7 decembrie 1929, New York City, New York, SUA – d. 1 noiembrie 2020) a fost un patinator de viteză ce a reprezentat Statele Unite ale Americii, medaliat olimpic. A participat la 2 ediții ale Jocurilor Olimpice (1952, 1956) în care a câștigat o medalie de argint.